# 假設性無罪
《假設性無罪》（英語：#MeToo），是香港電視娛樂有限公司製作的電視劇，由梁漢文、王敏奕及張慧儀主演。本劇由2019年10月3日起至10月23日止，逢星期一至五21:30至22:30，於ViuTV首播。

## 故事大綱
林梓慧（王敏奕 飾）在市場策劃公司任職設計師，受到公司上下男同事和客戶纏擾，幸得上司何英傑（梁漢文 飾）出手保護，二人越走越近。何英傑正面臨婚姻和事業危機，同時要應付上司鄧秀嬅（張慧儀 飾）的感情挑逗，大感頭痛。公司接了萬聖節鬼屋設計，佈置時梓慧遭非禮，堅持指何英傑乃兇手，並控告他性侵。

## 演員表

### 主要角色
| 演員   | 角色   | 暱稱／關係 |
| 梁漢文 | 何英傑 | Y.K.、阿傑 創作部主管 認同林梓慧的天份 岑美珊之夫，於第11集被其發現與連美欣有姦情，第12集被其提出離婚 何睿希、何睿雯之父 |
| 張慧儀 | 鄧秀嬅 | Yvonne 客戶總監 Edwin之女友 於第2集升任副總裁，成為何英傑之上司 於第15集升任行政總裁 |
| 王敏奕 | 林梓慧 | 阿慧、Vivian、大V 獲獎的新晉設計師 仰慕何英傑的才華 於第11集被張若棱欺騙而誤會何英傑為使蘇淑欣被侵犯及自殺的真兇，後設計陷害何英傑並指控其非禮，後於第12集得悉真相後撤回指控 曾被男友於網上發佈不雅照片（第7集），幸得好友蘇淑欣鼓勵（第9集） |

### 其他演員
| 演員   | 角色   | 暱稱／關係 |
| 強 尼  | 羅健齊 | 阿齊、齊哥 何英傑之下屬兼好友 曾親眼看見妻子被車撞死，覺得自己沒有實行承諾其的事而感到內疚 沒口德，口沒遮攔，經常說性笑話令女同事十分尷尬 |
| 陳子豐 | 關樂文 | Norman 鄧秀嬅之下屬 口甜舌滑，機心重，裝好人 與何英傑、鄧秀嬅明爭暗鬥，並密謀剷除他們 與鄭賢正勾結 與周巧思有曖昧關係 性侵蘇淑欣的真兇 已婚並育有一女，欺騙蘇淑欣和張若棱的感情，更成為她們的情夫（第12集） 於第13集被鄧秀嬅辭退，但同時又被鄭賢正重新聘請                                                                               |
| 雷深如 | 蘇淑欣 | Vivian、細V 林梓慧之好友 何英傑之下屬 關樂文之情婦，更遭其性侵 因不雅影片被公開，受到網絡欺凌及同事歧視，於天台一躍而下後昏迷，成為同事間的忌諱 於第12集甦醒 |
| 陳俞希 | 張若棱 | Ling 何英傑之下屬 林梓慧、蘇淑欣之好友，曾視蘇淑欣為情敵 關樂文之情婦，並為得到愛情的滋潤而痴戀其 為人厚度，怯懦怕事，沒主見 於第7集向林梓慧披露曾被父親性侵 為報復蘇淑欣，而把司徒澤手中關樂文和蘇淑欣的不雅影片於網絡公開，及後更要求司徒澤把不雅影片改成何英傑欺騙林梓慧，間接令林梓慧陷害何英傑侵犯其（第12集） 於第13集被鄧秀嬅辭退 |
| 樓南光 | 鄭賢正 | 鄭生 市場策劃公司Flymind的老闆 經常對女同事毛手毛腳 |
| 邵仲衡 | Edwin  | Art and Future 負責人 於第8集出場 鄧秀嬅之男友 |
| 董敏莉 | 岑美珊 | Sum Sum、Miss Shum、阿珊 何英傑之妻，於第11集發現其與連美欣有姦情，第12集提出向其離婚 何睿希、何睿雯之母 和陳Sir關係曖昧，於第9集被連美欣撞破 |
| 羅沛琪 | 連美欣 | Shirley 岑美珊之好友 何英傑之婚外情對象，已婚，事業心重，抱不育主義 手機以「Karen」作何英傑的代號，何英傑的手機則以「John」作連美欣的代號 於第10集因感到內疚，向何英傑提出結束不倫關係 |
| 李焯寧 | 袁麗娜 | 袁姐 何英傑的下屬 年資深但工作能力不高 |
| 李昭南 | 吳莉莉 | Lily 何英傑的下屬 衣著性感 |
| 英健朗 | 程學謙 | 程謙 何英傑的下屬 做事懶散，愛拍馬屁，看風使舵 |
| 余逸思 | 周巧思 | Ceci 鄧秀嬅的秘書 做事粗心大意 與關樂文有曖昧關係 被鄧秀嬅懷疑向關樂文透露打算成立新公司的資料而打算解僱自己，後利用其與 kenji的曖昧關係威脅其撤回解僱自己的決定（第13集） |
| 張滿源 | 司徒澤 | 電腦部同事 單戀張若棱 於第6集被揭發是偷拍狂及在公司多處安裝偷拍鏡頭，被公司解僱 趁修理關樂文的手機時私下收藏關樂文和蘇淑欣的不雅影片（第12集） |
| 李亦喬 |        | Cherry 鄧秀嬅的下屬 |
| 陳郁憲 |        | 陳Sir 岑美珊之同事，二人關係曖昧 於第10集辭職，結束不倫關係 |
| 羅浩晉 | Kenji  | 鄧秀嬅的固定性伴侶 |
| 楊英偉 | 林忠祥 | 林梓慧之父 |
| 趙啓嵐 | 何睿希 | 希希 何英傑、岑美珊之子 何睿雯之兄 |
| 嚴貝宜 | 何睿雯 | 雯雯 何英傑、岑美珊之女 何睿希之妹 |
| 陳銳強 | Simon  | 高層Simon 何英傑和吳莉莉的客戶。奄尖聲悶。 垂涎吳莉莉美色，吳莉莉也用美色巴結 |

## 每集列表
| 集數 | 標題           | 播出日期       | 備註   |
| ---- | -------------- | -------------- | ------ |
| 01   | 羅生門之開端   | 2019年10月3日  |        |
| 02   | 英傑突然失勢   | 2019年10月4日  |        |
| 03   | 梓慧陷入困境   | 2019年10月7日  |        |
| 04   | 飽受職場騷擾   | 2019年10月8日  |        |
| 05   | 黃色笑話惹嫌疑 | 2019年10月9日  |        |
| 06   | 針孔鏡頭懸案   | 2019年10月10日 |        |
| 07   | 得知絕望真相   | 2019年10月11日 |        |
| 08   | 秀嬅誤會性交易 | 2019年10月14日 |        |
| 09   | 情義難存起掙扎 | 2019年10月15日 |        |
| 10   | 鬼屋內遭性侵   | 2019年10月16日 |        |
| 11   | 眾人被網絡起底 | 2019年10月17日 |        |
| 12   | 真相逐一呈現   | 2019年10月18日 |        |
| 13   | 揭露事件始末   | 2019年10月21日 |        |
| 14   | 沒了結的性騷擾 | 2019年10月22日 |        |
| 15   | 群起終極控訴   | 2019年10月23日 | 大結局 |

## 製作團隊
| - 監製：梁崇勳 - 導演：范榮笙、羅俊偉 - 副導演：阮瑞峰 - 第二副導演：江頌怡 - 編劇：劉曉曄、呂肇永 - 編審：翁昕歆 - 統籌：歐陽富 - 場記：楊凱兒 - 攝影指導：胡成柏 - 攝影：張鍵欣、黃啓聰 - 攝影助理：陳致衡、陳敬培 - 劇務：田卓靈、Uncle Band | - 燈光：吳偉杰 - 燈光助理：馬浩然、何程楓 - 美術顧問：何劍雄 - 助理美術：何家維、關瑞萍、馬爵翰、馬家銘 - 服裝指導：陳玉儀 - 服裝助理：高明慧、鄧如嫣、伍瑞蓮 - 化妝：陳玉儀、陳詩婷 - 髮型：梁礎榮、郭海賢 - 場務：林國平、李楚安、徐愷謙、方敏如、麥兆楠、黎國偉 - 剪接指導：梁焯霖 - 剪接：何定康 - 剪接助理：陳衍誥、阮芷晴 |

## 評價
直至2022年2月上旬，此劇在豆瓣網的評分為7.4分，共有2,213人評價。

## 軼事
- 此劇是梁漢文時隔十七年後再次參演香港電視劇集，上一次是2002年的《齊天大聖孫悟空》。
- 此劇是張慧儀、董敏莉、羅沛琪之首部viutv劇集。

## 記事
- 2019年9月23日：本劇於15:00在九龍灣展貿徑1號九龍灣國際展貿中心EMax三樓The Glass Pavilion舉行劇集記者招待會[23]。

## 外部連結
- ViuTV《假設性無罪》官方節目重溫（页面存档备份，存于）
- 《假設性無罪》主題曲 -《風雨花》MV的Facebook專頁
- YouTube上的《假設性無罪》插曲 -《蝴蝶》MV
- 《假設性無罪 - 性甚明誰》 -《性事篇》的Facebook專頁
- 《假設性無罪 - 性甚明誰》 -《男人篇》的Facebook專頁
- 《假設性無罪 - 性甚明誰》 -《女人篇》的Facebook專頁
- 《假設性無罪 - 性甚明誰》 -《職場篇》的Facebook專頁
- 《假設性無罪 - 性甚明誰》 -《製作篇》的Facebook專頁
- 《假設性無罪 - 伏已中》 -《派手信都可能係性騷擾？》的Facebook專頁
- 《假設性無罪 - 伏已中》 -《讚人都係性騷擾？》的Facebook專頁
- 《假設性無罪 - 伏已中》 -《八卦下都係性騷擾？》的Facebook專頁
- 《假設性無罪 - 伏已中》 -《送禮都係性騷擾？》的Facebook專頁
- 豆瓣电影上《假設性無罪》的資料 （简体中文）

## 作品的變遷
| 香港 ViuTV 星期一至五 21:30－22:30 | 香港 ViuTV 星期一至五 21:30－22:30                               | 香港 ViuTV 星期一至五 21:30－22:30 |
| --- | ---------------------------------------------------------------- | --- |
| | 假設性無罪 （2019年10月3日－2019年10月23日）                     | |
| 天空城堡 （2019年8月22日－2019年10月2日） | 新紮法官 （2019年10月24日－2019年11月23日）                      | |
| 香港 ViuTV 星期二至六（星期一至五深夜）01:00－02:00 |                                                                  | |
| G-1 格鬥會（重播） （第9－10集） （星期二至三） （2021年4月13日－2021年4月14日）對不起 標籤你（重播） （第1、4、5集） （星期四至六） （2021年4月15日－2021年4月17日） | 假設性無罪（重播） （第1－5集） （2021年4月20日－2021年4月24日） | 教束（重播）（01:00－01:30） （第1－5集） （2021年4月27日－2021年5月1日）瑪嘉烈與大衛系列：前度（重播）（01:30－02:00） （第1－5集） （2021年4月27日－2021年5月1日）                                                                    |
| 香港 ViuTV 星期二至六（星期一至五深夜）01:00－02:00 |                                                                  | |
| 二月廿九（重播） （2022年12月20日－2022年12月31日） | 假設性無罪（重播） （2023年1月3日－2023年1月21日）               | 最後一屆口罩小姐選舉（重播）（00:30－02:30） （第7－10集及總決賽） （2023年1月24日－2023年1月26日）退休女皇（重播）（01:00－01:30） （2023年1月27日－2023年2月23日）上司實習生（重播）（01:30－02:30） （2023年1月27日－2023年2月21日） |

| 加拿大 新時代1台 星期六 21:45－23:30 · 2020年1月18日 21:45－22:35 | 加拿大 新時代1台 星期六 21:45－23:30 · 2020年1月18日 21:45－22:35                                | 加拿大 新時代1台 星期六 21:45－23:30 · 2020年1月18日 21:45－22:35 |
| ----------------------------------------------------------------- | ------------------------------------------------------------------------------------------------ | ----------------------------------------------------------------- |
|                                                                   | 假設性無罪 （2019年11月30日－2020年1月18日）                                                     |                                                                   |
| 迷失假期 （2019年10月26日－11月23日）                             | 金鼠賀歲迎新春（21:20－22:15） （2020年1月25日）保良愛心慶新春（22:15－23:30） （2020年1月25日） |                                                                   |